# Bersac-sur-Rivalier
Bersac-sur-Rivalier település Franciaországban, Haute-Vienne megyében. Lakosainak száma 626 fő (2022. január 1.). Bersac-sur-Rivalier Folles, Bessines-sur-Gartempe, Laurière, Razès, Saint-Léger-la-Montagne és Saint-Sulpice-Laurière községekkel határos.

## Népesség
A település népességének változása:
| Lakosok száma | 605  | 606  | 637  | 631  | 643  | 651  | 658  | 642  | 626  |
|               | 2013 | 2015 | 2016 | 2017 | 2018 | 2019 | 2020 | 2021 | 2022 |